# Miles in Berlin
Albums de Miles Davis
Miles in Tokyo
(1964) The Complete Live at the Plugged Nickel 1965
Miles in Berlin est un album du Miles Davis Quintet. Il a été enregistré en public au Philharmonic Hall, le 25 septembre 1964, lors de la première édition du festival de jazz de Berlin : Berliner Jazztage'64.

La sortie du disque en 1966 contribua à faire connaître le festival sur le plan international.
Miles Davis y viendra 7 fois entre 1964 et 1985.
Il s'agit du premier album de Miles Davis avec Wayne Shorter.

Après Hank Mobley, George Coleman et Sam Rivers, Shorter sera le quatrième saxophoniste qui tentera d'effacer l'ombre de John Coltrane. Leur collaboration sera longue. Miles Davis lui dira avant de mourir : « À présent, c'est ton tour ». Le tour d'être le plus créatif des jazzmen légendaires toujours vivants (Télérama 23 nov. 2005).
L'album est inclus dans le coffret Seven Steps: The Complete Columbia Recordings of Miles Davis 1963-1964. On y trouve un inédit : Stella By Starlight curieusement absent de Miles in Berlin.

## Quintet
- Miles Davis (Trompette)
- Herbie Hancock (Piano)
- Ron Carter (Contrebasse)
- Wayne Shorter (Saxophone ténor)
- Tony Williams (Batterie)

## Titres
1. Milestones - (M. Davis) - (8:51)
2. Autumn Leaves (J. Kozma, J. Mercer, J. Prevert) - (12:50)
3. So What (M. Davis) - (10:40)
4. Walkin' (R. Carpenter) - (10:41)
5. Theme (M. Davis) - (1:47)